# ガッツォ
ガッツォ（伊: Gazzo）は、イタリア共和国ヴェネト州パドヴァ県にある、人口約4,300人の基礎自治体（コムーネ）。

## 地理

### 位置・広がり

#### 隣接コムーネ
隣接するコムーネは以下の通り。括弧内のVIはヴィチェンツァ県所属を示す。
- カミザーノ・ヴィチェンティーノ (VI)
- グラントルト
- グルーモロ・デッレ・アッバデッセ (VI)
- ピアッツォーラ・スル・ブレンタ
- クイント・ヴィチェンティーノ (VI)
- サン・ピエトロ・イン・グ
- トッリ・ディ・クアルテゾーロ (VI)

### 気候分類・地震分類
ガッツォにおけるイタリアの気候分類 (it) および度日は、zona E, 2385 GGである。
また、イタリアの地震リスク階級 (it) では、zona 3 (sismicità bassa) に分類される。

## 行政

### 分離集落
ガッツォには、以下の分離集落（フラツィオーネ）がある。
- Grossa, Gaianigo, Grantortino, Villalta